# Судзукі Хірое
Хірое Судзукі (яп. 鈴木博恵; нар. 19 серпня 1987, Кіото) — японська борчиня вільного стилю, срібна та дворазова бронзова призерка чемпіонату світу, триразова чемпіонка, дворазова срібна та бронзова призерка чемпіонатів Азії, чотириразова володарка Кубків світу, учасниця Олімпійських ігор.

## Біографія
Боротьбою почала займатися з 1990 року. У 2006 році стала чемпіонкою Азії серед юніорів. У 2010 — виграла чемпіонат світу серед студентів.
Виступає за спортивний клуб «Clean up» з Токіо. Тренери — Хідетомо Судзукі, Хіроюкі Імамура.

## Спортивні результати на міжнародних змаганнях

### Виступи на Олімпіадах
| Змагання                    | Збірна | Вагова категорія          | Місце |
| --------------------------- | ------ | ------------------------- | ----- |
| Літні Олімпійські ігри 2020 | Японія | жіноча боротьба, до 76 кг | 5     |

### Виступи на Чемпіонатах світу
| Змагання                        | Збірна | Вагова категорія          | Місце  |
| ------------------------------- | ------ | ------------------------- | ------ |
| Чемпіонат світу з боротьби 2012 | Японія | жіноча боротьба, до 72 кг | 11     |
| Чемпіонат світу з боротьби 2013 | Японія | жіноча боротьба, до 72 кг | 9      |
| Чемпіонат світу з боротьби 2014 | Японія | жіноча боротьба, до 75 кг | 7      |
| Чемпіонат світу з боротьби 2017 | Японія | жіноча боротьба, до 75 кг | Бронза |
| Чемпіонат світу з боротьби 2018 | Японія | жіноча боротьба, до 76 кг | Бронза |
| Чемпіонат світу з боротьби 2019 | Японія | жіноча боротьба, до 76 кг | Срібло |

### Виступи на Чемпіонатах Азії
| Змагання                       | Збірна | Вагова категорія          | Місце  |
| ------------------------------ | ------ | ------------------------- | ------ |
| Чемпіонат Азії з боротьби 2013 | Японія | жіноча боротьба, до 72 кг | Золото |
| Чемпіонат Азії з боротьби 2014 | Японія | жіноча боротьба, до 75 кг | Бронза |
| Чемпіонат Азії з боротьби 2015 | Японія | жіноча боротьба, до 75 кг | Золото |
| Чемпіонат Азії з боротьби 2018 | Японія | жіноча боротьба, до 76 кг | Срібло |
| Чемпіонат Азії з боротьби 2019 | Японія | жіноча боротьба, до 76 кг | Срібло |
| Чемпіонат Азії з боротьби 2020 | Японія | жіноча боротьба, до 76 кг | Золото |

### Виступи на Азійських іграх
| Змагання           | Збірна | Вагова категорія          | Місце  |
| ------------------ | ------ | ------------------------- | ------ |
| Азійські ігри 2018 | Японія | жіноча боротьба, до 76 кг | Срібло |

### Виступи на Кубках світу
| Змагання                    | Збірна | Вагова категорія          | Місце  |
| --------------------------- | ------ | ------------------------- | ------ |
| Кубок світу з боротьби 2013 | Японія | жіноча боротьба, до 72 кг | Золото |
| Кубок світу з боротьби 2015 | Японія | жіноча боротьба, до 75 кг | Золото |
| Кубок світу з боротьби 2018 | Японія | команда                   | Золото |
| Кубок світу з боротьби 2019 | Японія | команда                   | Золото |

### Виступи на інших змаганнях
| Змагання                                                | Збірна | Вагова категорія          | Місце  |
| ------------------------------------------------------- | ------ | ------------------------- | ------ |
| Klippan Lady Open 2006                                  | Японія | жіноча боротьба, до 67 кг | Бронза |
| Золотий Гран-прі з боротьби 2006                        | Японія | жіноча боротьба, до 67 кг | Золото |
| Всесвітні ігри бойових мистецтв 2010                    | Японія | жіноча боротьба, до 72 кг | Срібло |
| Чемпіонат світу з боротьби серед студентів 2010         | Японія | жіноча боротьба, до 72 кг | Срібло |
| Золотий Гран-прі з боротьби 2011 (Баку)                 | Японія | жіноча боротьба, до 72 кг | Бронза |
| Відкритий міжнародний турнір «Sunkist Kids» 2011        | Японія | жіноча боротьба, до 72 кг | Золото |
| Гран-прі «Харі Рам» 2012                                | Японія | жіноча боротьба, до 72 кг | Бронза |
| Міжнародний турнір Ньюйоркського атлетичного клубу 2012 | Японія | жіноча боротьба, до 72 кг | Золото |
| Гран-прі «Іван Яригін» 2013                             | Японія | жіноча боротьба, до 72 кг | 8      |
| Міжнародний турнір Ньюйоркського атлетичного клубу 2013 | Японія | жіноча боротьба, до 72 кг | Золото |
| Золотий Гран-прі з боротьби 2013 (Баку)                 | Японія | жіноча боротьба, до 72 кг | Срібло |
| Відкритий кубок Монголії з боротьби 2014                | Японія | жіноча боротьба, до 75 кг | Золото |
| Золотий Гран-прі з боротьби 2014 (Баку)                 | Японія | жіноча боротьба, до 75 кг | Золото |
| Всеяпонський відкритий чемпіонат з боротьби 2018        | Японія | жіноча боротьба, до 76 кг | Золото |
| Чемпіонат Японії з боротьби 2018                        | Японія | жіноча боротьба, до 76 кг | Золото |
| Гран-прі «Іван Яригін» 2019                             | Японія | жіноча боротьба, до 76 кг | Золото |

### Виступи на змаганнях молодших вікових груп
| Змагання                                      | Збірна | Вагова категорія          | Місце  |
| --------------------------------------------- | ------ | ------------------------- | ------ |
| Чемпіонат Азії з боротьби серед юніорів 2006  | Японія | жіноча боротьба, до 67 кг | Золото |
| Чемпіонат світу з боротьби серед юніорів 2007 | Японія | жіноча боротьба, до 72 кг | 8      |